# Črna na Koroškem község
Črna na Koroškem község (szlovén nyelven Občina Črna na Koroškem) Szlovénia 212 alapfokú közigazgatási egységének, azaz községének egyike a Koroška statisztikai régióban, az osztrák határ mentén. Adminisztratív központja Črna na Koroškem város. A település területe a Meža felső völgyében, a Meža folyó és mellékfolyója, a Javorje patak (Javorski potok) összefolyásánál fekszik, a Karavankák és a Kamniki-Alpok veszik körül. A történelmi szlovén Karintia (Slovenska Koroška) régió része.   

## A községhez tartozó települések
A községhez Črna na Koroškem székhelyen kívül a következő települések tartoznak:
- Bistra
- Javorje
- Jazbina
- Koprivna
- Ludranski Vrh
- Podpeca
- Topla
- Žerjav

## Népesség
| Lakosok száma | 3690 | 3643 | 3541 | 3502 | 3461 | 3342 | 3324 | 3319 | 3281 | 3271 |
|               | 2008 | 2009 | 2011 | 2012 | 2013 | 2015 | 2016 | 2017 | 2019 | 2020 |